# Mactra gigas
Mactra gigas is een tweekleppigensoort uit de familie van de Mactridae. De wetenschappelijke naam van de soort is voor het eerst geldig gepubliceerd in 1969 door Nowell-Usticke.